# Alan Minter
Pour les articles homonymes, voir Minter.
Alan Sydney Minter est un boxeur britannique né le 17 août 1951 à Crawley (Angleterre) et mort le 10 septembre 2020 à Guildford (Angleterre). Il remporte le titre de champion du monde des poids moyens en 1980. 

## Biographie

### Carrière amateur
En 1971, Alan Minter devient champion d'Angleterre ABA des poids moyens. Aux Jeux olympiques d'été de 1972 à Munich, dans la catégorie des poids super welters, il bat notamment Loucif Hamani mais perd plus tard dans la compétition contre Dieter Kottysch (RFA). Alan Minter obtient néanmoins la médaille de bronze puis s'oriente vers la boxe professionnelle.

### Carrière professionnelle
En 1975, Alan Minter bat Kevin Finnegan aux points et devient champion britannique (BBBofC) et bat l'année suivante l'américain Sugar Ray Seales, ce qui fait de Minter un prétendant sérieux dans la catégorie. 
En 1977, il bat l'italien Germano Valsecchi par KO au 5e round et décroche la ceinture de champion d'Europe EBU. La même année, il perd contre Ronnie Harris puis bat Emile Griffith.
L'année 1978 s'avère tragique dans le monde de la boxe : afin de défendre son titre européen, Minter affronte Angelo Jacopucci, qu'il met KO au 12e round. L'italien, tombé dans le coma peu après le combat, est transporté à l'hôpital de Bologne où il meurt le lendemain d'une hémorragie cérébrale. 
La justice italienne estimera plus tard que Jacopucci était resté « KO debout » trop longtemps avant de s'effondrer, et le médecin de coin, qui aurait dû faire arrêter le combat, sera jugé coupable d'homicide involontaire. Le groupe de rock Kult écrira une chanson sur cet incident, tandis que l'organisation EBU révisera son règlement afin de mieux protéger les boxeurs.
Après avoir remporté ses quatre combats en 1979, Alan Minter se rend à Las Vegas pour affronter Vito Antuofermo, champion du monde en titre. Deux styles différents sont en confrontation: alors qu'Alan Minter, plus grand, préfère utiliser son jab et boxer à distance, Antuofermo a plutôt le profil d'un bagarreur. C'est le Britannique qui l'emporte de justesse aux points par décision partagée. Trois mois après cette victoire en demi-teinte, Alan Minter défend son titre mondial contre le même adversaire, qu'il bat cette fois par abandon au 8e round.
Le 27 septembre 1980, il doit défendre son titre face à Marvin Hagler à la Wembley Arena de Londres. Avant le combat, les deux hommes se rencontrent et Hagler refuse de lui serrer la main, lançant « Je ne touche pas de la chair blanche » (« I don't touch white flesh »), ce à quoi Minter répond plus tard dans une interview à la BBC : « Aucun Noir ne me prendra mon titre » (« No black man is going to take my title away »). Un arrêt de l'arbitre est attribué à Hagler au 3e round, à la suite d'une coupure de Minter, mais l'Américain devra quitter prématurément le ring après que des spectateurs d'extrême-droite du National Front auront lancé plusieurs projectiles dans sa direction.
Après une dernière défaite contre Tony Sibson, en 1981, Alan Minter perd son titre européen et se retire de la boxe. 

### Famille
Alan Minter est le père de Ross Minter qui combat dans la catégorie poids welters.